# Ios
Ios (tiếng Hy Lạp: Ίος, phát âm địa phương Νιός Nios) là một hòn đảo của Hy Lạp trong nhóm đảo Cyclades ở biển Aegea. Ios là một đảo đồi núi với những vách đá dốc hướng ra biển, tọa lạc ở khoảng giữa Naxos và Santorini. Đảo dài khoảng 18 kilômét (11 dặm) và rộng 10 kilômét (6 dặm), với diện tích 109,024 kilômét vuông (42,094 dặm vuông Anh). Dân số năm 2011 là 2.024. Ios là một phần của Thira. Ios là nơi quay bộ phim Dillo con parole mie. Ngoài ra, một số cảnh trong phim Le Grand Bleu được quay ở Manganari.